# Bogdan Zając
Bogdan Zając (Jarosław, 16 novembre 1972) è un allenatore di calcio ed ex calciatore polacco, di ruolo difensore, tecnico dello JKS Jarosław.

## Statistiche

### Cronologia presenze e reti in nazionale
| Cronologia completa delle presenze e delle reti in nazionale ― Polonia | Cronologia completa delle presenze e delle reti in nazionale ― Polonia | Cronologia completa delle presenze e delle reti in nazionale ― Polonia | Cronologia completa delle presenze e delle reti in nazionale ― Polonia | Cronologia completa delle presenze e delle reti in nazionale ― Polonia | Cronologia completa delle presenze e delle reti in nazionale ― Polonia | Cronologia completa delle presenze e delle reti in nazionale ― Polonia | Cronologia completa delle presenze e delle reti in nazionale ― Polonia |
| Data                                                                   | Città                                                                  | In casa                                                                | Risultato                                                              | Ospiti                                                                 | Competizione                                                           | Reti                                                                   | Note                                                                   |
| ---------------------------------------------------------------------- | ---------------------------------------------------------------------- | ---------------------------------------------------------------------- | ---------------------------------------------------------------------- | ---------------------------------------------------------------------- | ---------------------------------------------------------------------- | ---------------------------------------------------------------------- | ---------------------------------------------------------------------- |
| 10-11-1998                                                             | Bratislava                                                             | Slovacchia                                                             | 1 – 3                                                                  | Polonia                                                                | Amichevole                                                             | -                                                                      | 61’                                                                    |
| Totale                                                                 |                                                                        | Presenze                                                               | 1                                                                      |                                                                        | Reti                                                                   | 0                                                                      |                                                                        |

## Palmarès

### Giocatore

#### Competizioni nazionali
- Campionato polacco: 2

Wisła Cracovia: 1998-1999, 2000-2001
- Coppa di Polonia: 1

Wisła Cracovia: 2001-2002
- Supercoppa di Polonia: 1

Wisła Cracovia: 2001
- Coppa di Lega polacca: 1

Wisła Cracovia: 2001